# Mercedes-Benz F-Cell
Als F-Cell bezeichnete Mercedes-Benz die Brennstoffzellenfahrzeuge, die für Tests in Kleinserie gefertigt wurden, nicht nur als reine Prototypen wie bei der NECAR-Reihe.

## F-Cell Version auf Basis der langen A-Klasse (V168)

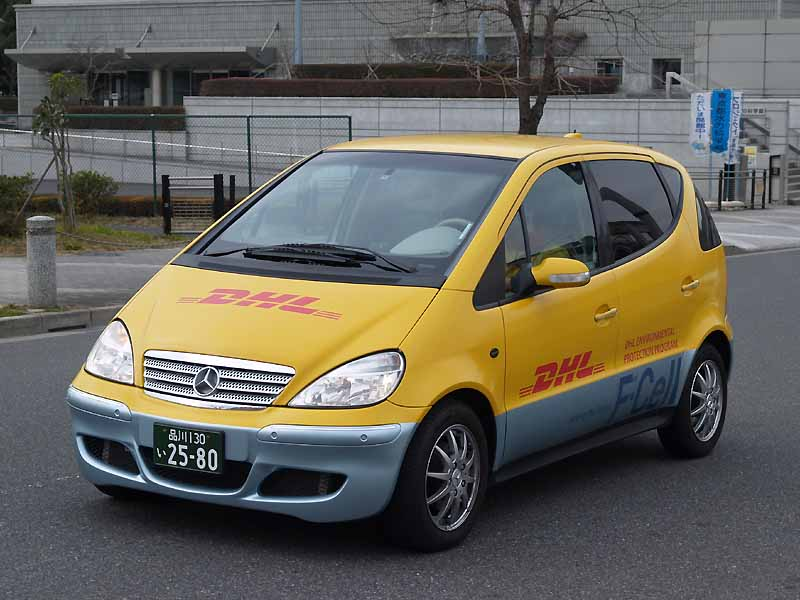
F-Cell-Fahrzeug von DHL in Japan

Der F-Cell ist ein Kleinserien-Brennstoffzellenfahrzeug von Daimler.
Auf einer Mercedes-Benz A-Klasse mit langem Radstand (V168) aufbauend wurde ein kompakter Antriebsstrang entwickelt, welcher vollständig im Sandwichboden Platz findet.
Als Kraftstoff dient gasförmiger Wasserstoff, der bei einem Druck von 350 bar in Komposittanks aus Metall und CFK gespeichert wird. Dieser wird in einem Brennstoffzellenstack von Ballard Power Systems zur Erzeugung elektrischer Energie genutzt, die über einen Nickel-Metallhydrid-Akkumulator als Energiepuffer einen Elektromotor antreibt.
Die Ballard-Brennstoffzelle leistet 85 kW brutto und 68 kW netto. Der Elektromotor hat eine Leistung von 65 kW, der eine Beschleunigung von 0 auf 100 km/h in etwa 14 Sekunden ermöglicht. Die Höchstgeschwindigkeit ist elektronisch auf 140 km/h begrenzt. Durch Bremskraftrückgewinnung ist besonders im Stop-and-go-Betrieb eine Steigerung der Effizienz möglich.
Zurzeit befindet sich eine Flotte von ca. >100 F-Cell Fahrzeugen bei Kunden in Europa, den USA und Asien in der Erprobung.

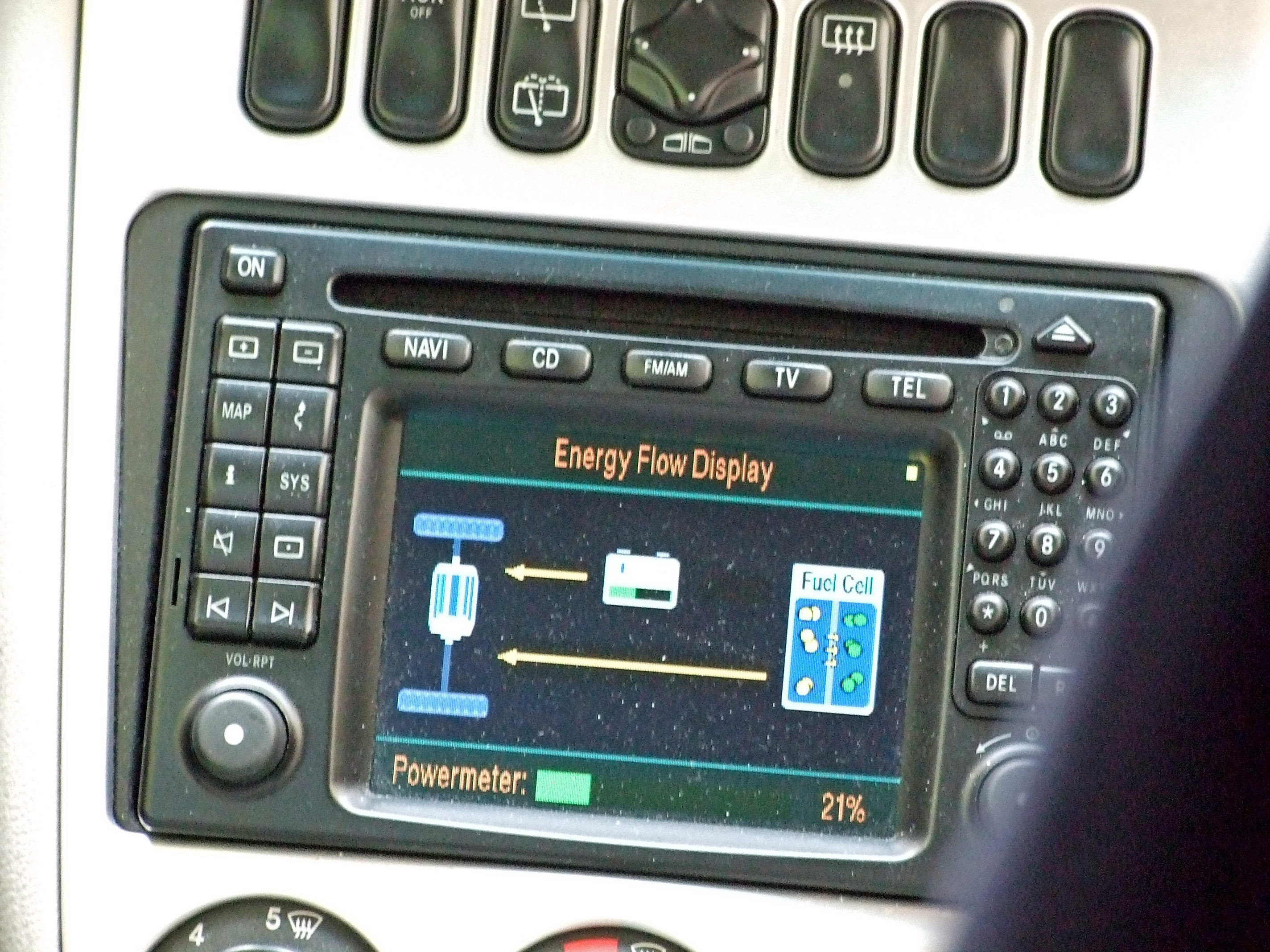
Display

Bei der 6. Michelin Challenge Bibendum (Oktober 2004, Shanghai) nahm Daimler (heute Mercedes-Benz Group) mit zwei F-Cell-Fahrzeugen teil. Dies führte zu Preisen in den folgenden Disziplinen:
- Integration/Packaging von Antrieb, Bedienung und Wartung
- Schadstoffausstoß (2×)
- CO2-Emissionen (2×)
- Verbrauch, über 130 km, Mindestgeschwindigkeit 70 km/h
- Bremsen aus 80 km/h
- Rallye (88 km, auf öffentlichen Straßen) (2×)

## F-CELL „plus“ Version auf Basis der langen A-Klasse (V168)
Zum Magdeburger Umweltforum im Juni 2008 hat Daimler die erste A-Klasse mit 700 bar Wasserstoffspeichertechnologie präsentiert. Dieses Fahrzeug ist von Berlin nach Magdeburg gefahren, da durch den höheren Druck die Reichweite um etwa 70 % auf rund 270 km gesteigert werden konnte.
Diese Version bezeichnet Daimler nun mit F-CELL „plus“ und will damit die Alltagstauglichkeit der 700 bar Technologie zeigen, die ab 2010 in Serienfahrzeugen zum Einsatz kommen soll.

## F-Cell Version auf Basis der B-Klasse (W245)
Die F-Cell B-Klasse führt als Nachfolger der Mercedes-Benz F-Cell A-Klasse die Entwicklung der Brennstoffzellentechnik weiter fort. Der offizielle Präsentationstermin war der 4. Juni 2005. Dort wurde allerdings nur ein Schnittmodell mit den wichtigsten Daten gezeigt.
Zur IAA 2007 wurde ein fahrfertiges Exemplar auf der Mercedes „Road to the Future“, neben anderen als Bluetec bezeichneten Modellen, präsentiert. Auch in dieser Version ist der kompakte Antriebsstrang vollständig im Sandwichboden der Mercedes-Benz B-Klasse untergebracht. Als Kraftstoff dient mit einem Druck von 700 bar gespeicherter gasförmiger Wasserstoff. Die Ballard-Brennstoffzelle hat 100 kW Bruttoleistung und 80 kW Nettoleistung. Als Energiespeicher wird nun ein Lithium-Ionen-Akkumulator verwendet. Der Elektromotor hat nun eine Leistung von 100 kW.
Im Frühjahr 2008 hat Daimler Bilder von B-Klassen F-Cell Fahrzeugen beim Wintertest in Skandinavien veröffentlicht, um die Kaltstartfähigkeit der Brennstoffzellenfahrzeuge zu demonstrieren.

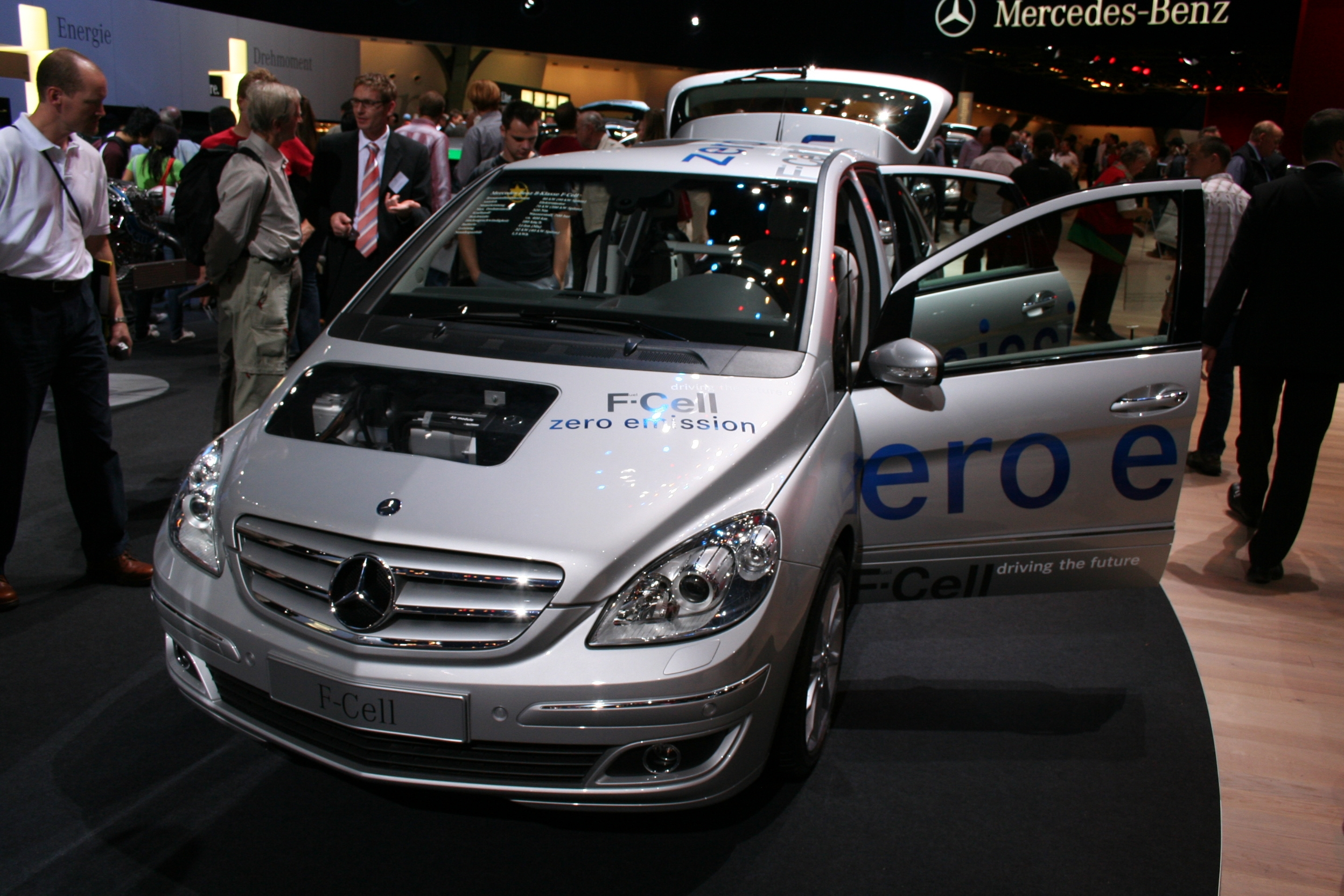
Schnittmodell 2005
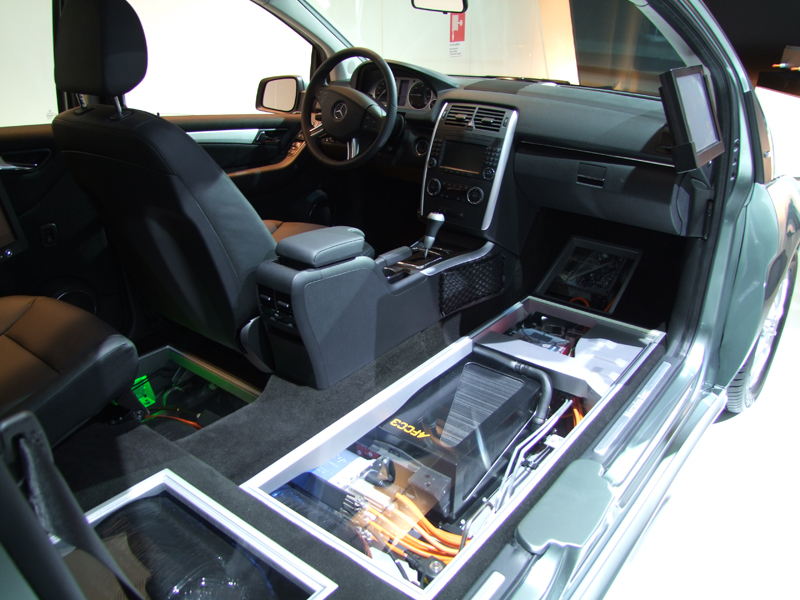
Schnittmodell auf der IAA 2009
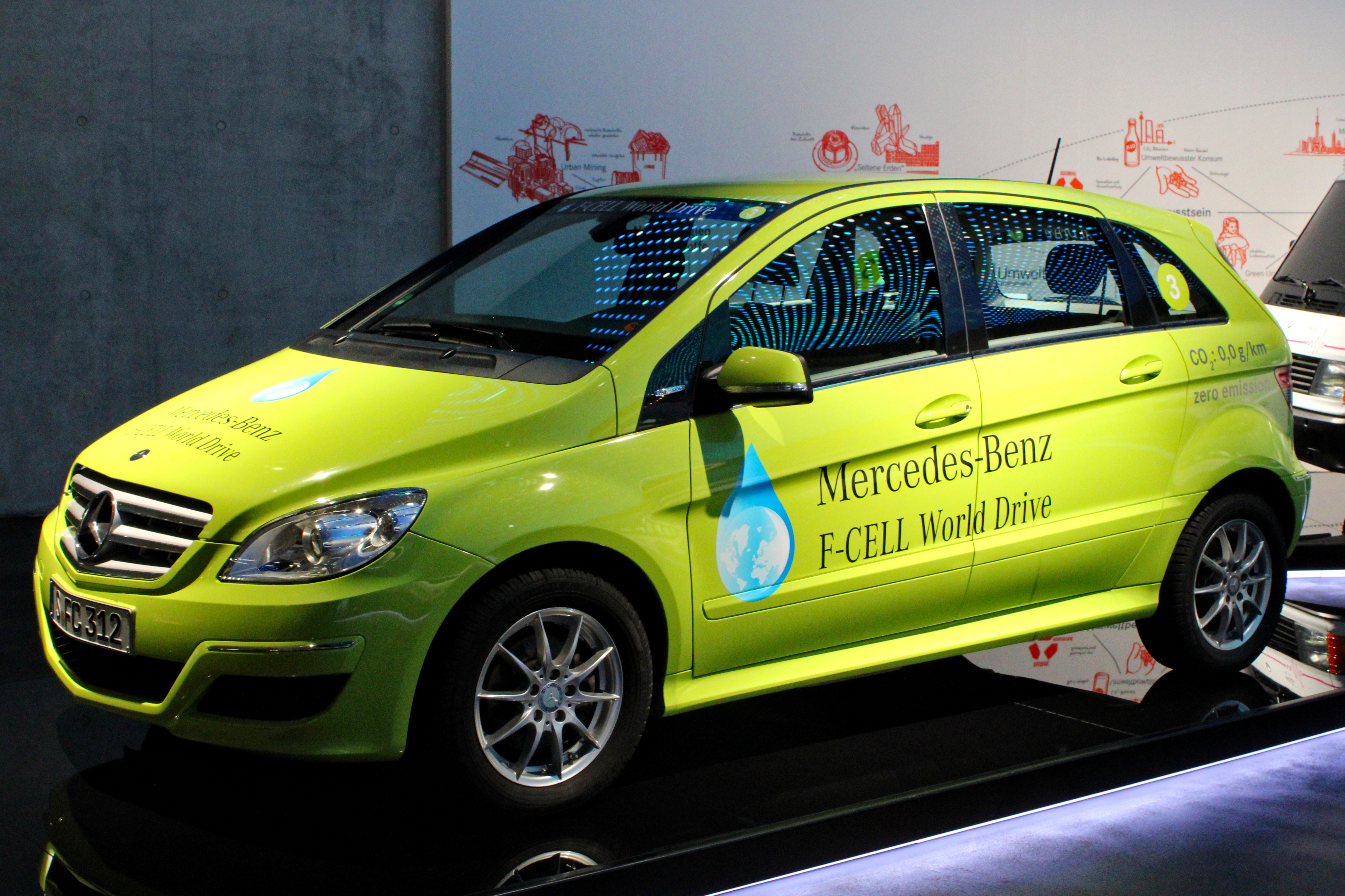
Fahrzeug des F-Cell World Drive (2011)

Im Rahmen der IAA 2009 wurde die B-Klasse F-Cell erneut vorgestellt und weitere technische Daten veröffentlicht. Der Elektromotor mit einer Leistung von 100 kW liefert ein Nenndrehmoment von 290 Nm. Die Höchstgeschwindigkeit des Fahrzeugs liegt bei 170 km/h. Der Verbrauch der Mercedes B-Klasse F-Cell liegt (nach NEFZ) bei einem Dieseläquivalent von 3,3 l/100 km, wodurch eine Reichweite von 385 km ermöglicht wird. Außerdem wurde angekündigt, ab Ende 2009 mit einer Kleinserienproduktion von 200 Fahrzeugen starten zu wollen. Diese Fahrzeuge wurden in den folgenden Jahren an ausgewählte Kunden in den USA und Europa übergeben. Unter anderem wurden in Kalifornien 35 Fahrzeuge an bekannte Persönlichkeiten wie die Schauspielerin Diane Kruger übergeben.
Anfang 2011 umrundeten drei B-Klasse F-Cell Fahrzeuge im Rahmen des F-Cell World Drive die Welt und legten innerhalb von 125 Tagen jeweils eine Strecke von ca. 30.000 km zurück.
2011 gab Mercedes-Benz bekannt, eine eigene Brennstoffzellenfertigung in Vancouver, Kanada aufzubauen und veröffentlichte weitere technische Details. So beträgt der Wasserstoffverbrauch 0,97 kg je 100 km (NEFZ-Verbrauch). Die eingebaute Lithium-Ionen-Antriebsbatterie mit einer Kapazität von 1,4 kWh dient zur Aufnahme der Energie bei der Rekuperation und verringert die Beanspruchung der Brennstoffzelle durch Regelvorgänge. Diese Technologie ist kennzeichnend für einen seriellen Hybrid, die Brennstoffzelle übernimmt die Funktion eines Range Extender.
Der ursprünglich geplante Serienproduktionsstart im Jahr 2014 wurde zwischenzeitlich immer wieder verschoben. Die 70 in den USA ausgelieferten B-Klassen F-Cell hatten bis Oktober 2015 gemeinsam bereits mehr als 3,2 Millionen Kilometer zurückgelegt.

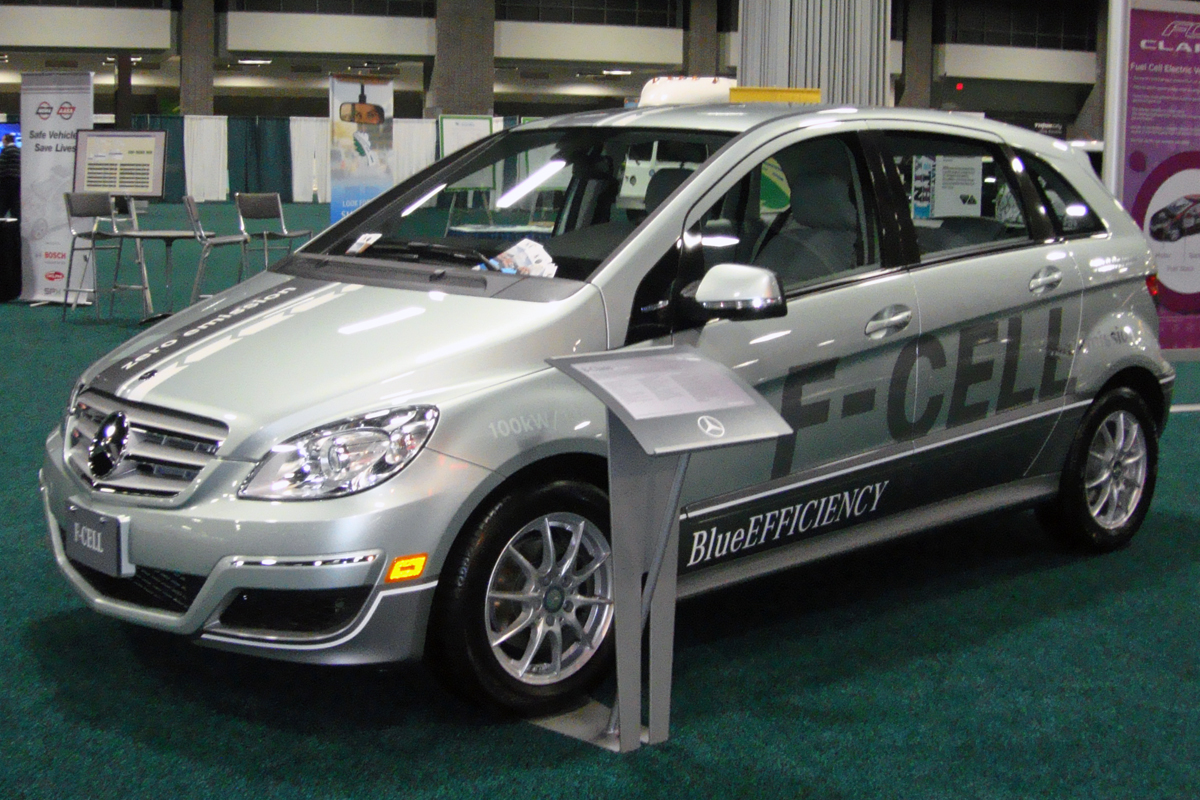
Mercedes-Benz F-Cell 2010
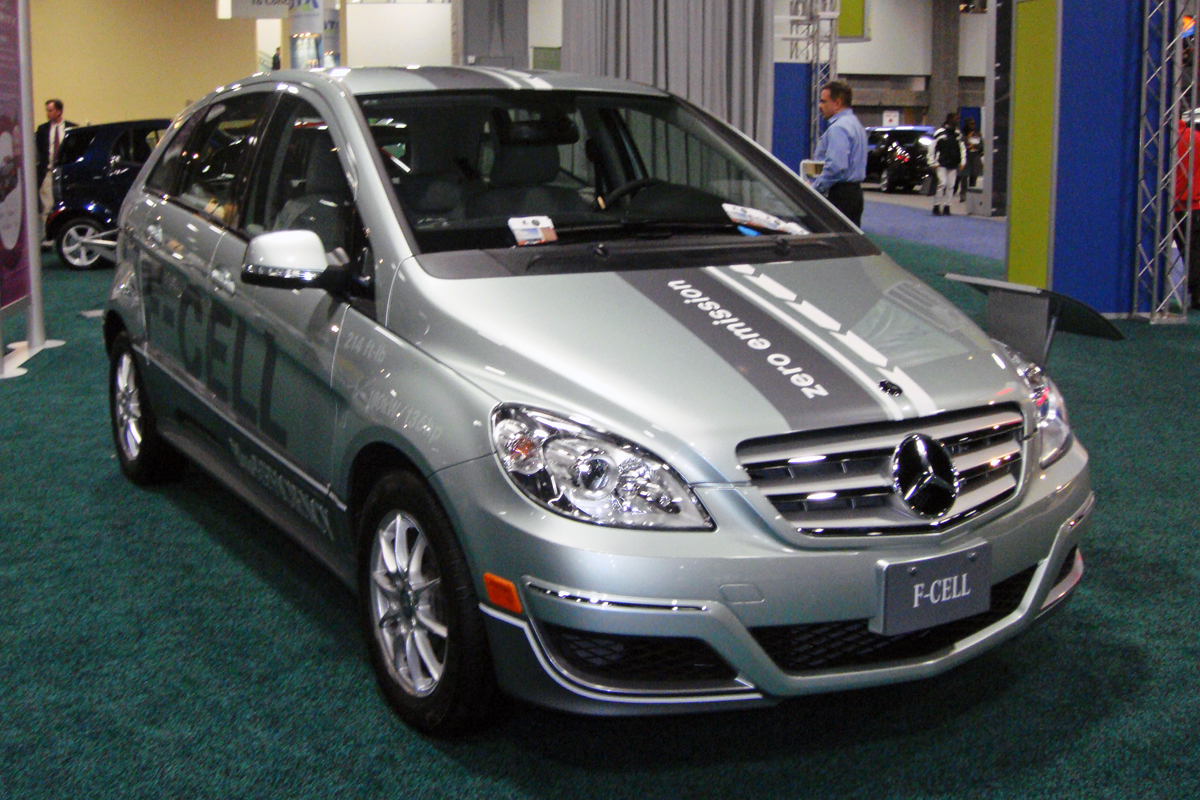
Mercedes-Benz F-Cell Front
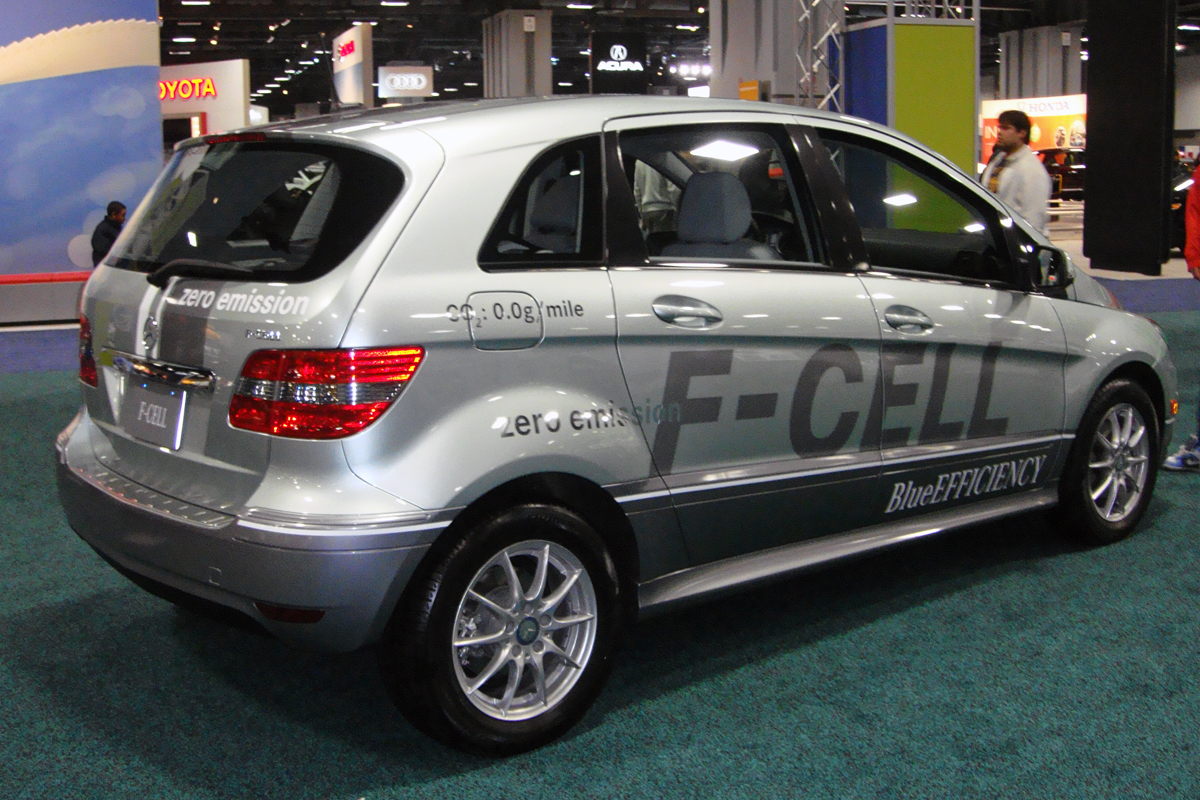
Mercedes-Benz F-Cell Heck

## F-Cell Version auf Basis des GLC (W253)

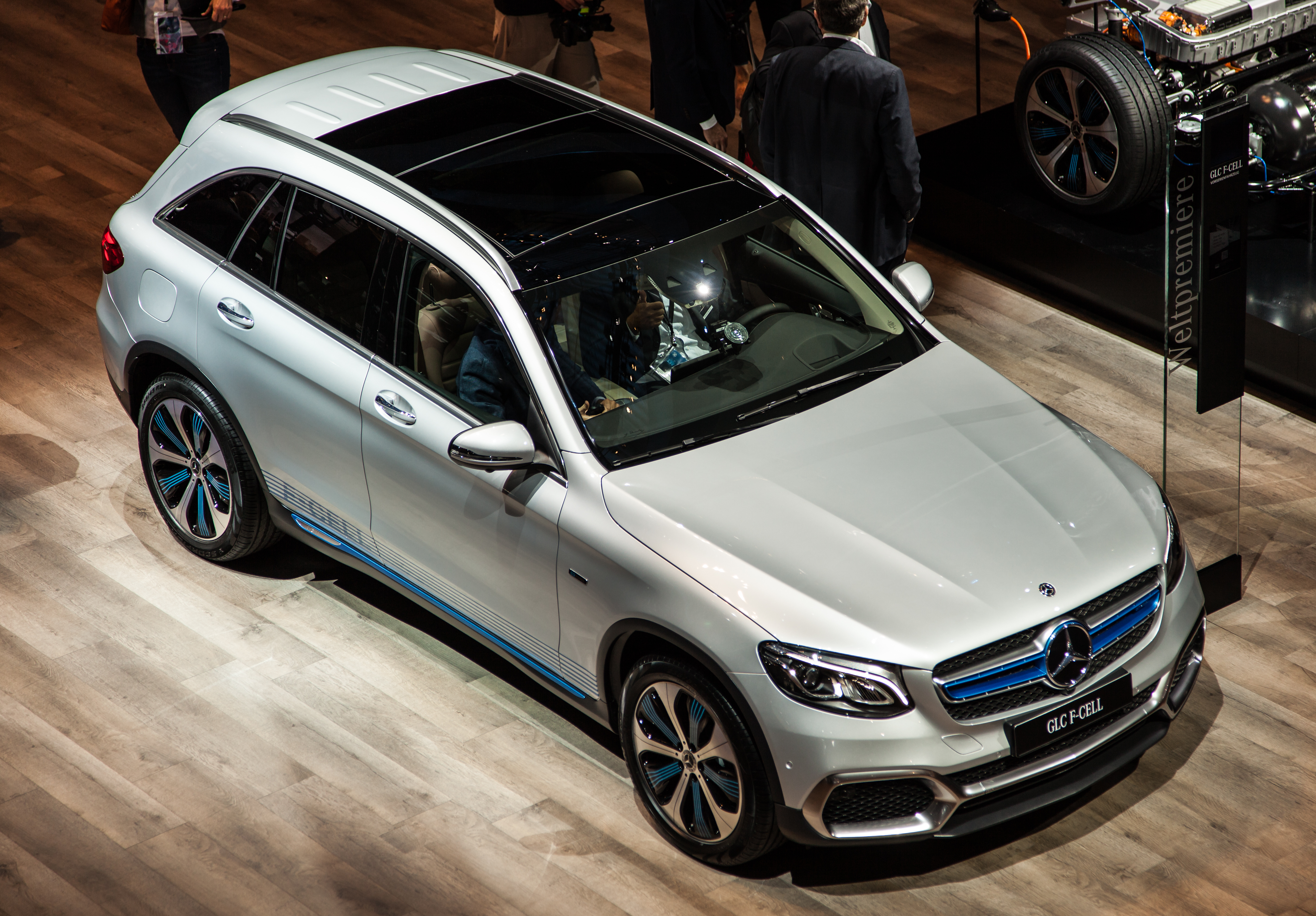
Mercedes GLC F-Cell

Auf der CES 2016 wurde von Thomas Weber, Entwicklungsvorstand der Daimler AG, ein Großserienfahrzeug mit Brennstoffzelle für Ende 2017 angekündigt.
Dieses basiert auf dem Mercedes-Benz GLC (X 253), einem von der C-Klasse (Baureihe 205) abgeleiteten Kompakt-SUV.
Ein neu entwickeltes, kompaktes Brennstoffzellen-Stack soll die vollständige Unterbringung im Motorraum ermöglichen, da der GLC im Gegensatz zu den bisher als Basis für F-CELL Modelle genutzten Fahrzeugen über keinen Sandwichboden verfügt. Auf der IAA 2017 wurde ein Vorserienfahrzeug des GLC F-Cell vorgestellt. Die Übergabe der ersten Fahrzeuge in einem Mietmodell an Firmen und Behörden erfolgte dann Ende 2018.
Die Produktion des GLC F-Cell wurde Mitte 2020 nach weniger als zwei Jahren Bauzeit ohne Nachfolgemodell eingestellt.